# Dolors Miquel i Abellà
Dolors Miquel i Abellà (Lleida, 18 de juliol de 1960) és una poeta catalana. Després d'alguna incursió jovenívola, la seva aparició en l'escena pública catalana ocorre cap a la segona meitat de la dècada dels anys 90. Des d'aleshores, i amb períodes en els quals se n'ha apartat de manera voluntària, ha publicat llibres, ha col·laborat amb articles en la premsa escrita i ha ofert recitals, xerrades, performances i altres actes culturals. L'any 2021, en plena pandèmia anuncià que deixava de publicar llibres de poesia i que canviava el seu nom pel de Lola Miquel, si bé pensava continuar publicant textos i textos teatrals.

## Biografia
Va néixer a la partida de Balàfia de Lleida d'una família de classe mitjana. Als 3 anys la van dur a estudiar amb una mestra anomenada senyora Maria, que vivia al pis de sota dels seus avis, i que li va ensenyar a parlar la llengua espanyola que desconeixia, i a sumar, restar, multiplicar, dividir, llegir i escriure. D'allí va passar al col·legi de monges de Lestonnac, del qual en fou expulsada per la seva actitud contestatària. Va estudiar després en un dels instituts ubicats a la sortida de Lleida, vora la carretera que duu a Saragossa. A la mateixa ciutat començà els estudis universitaris, en l'especialitat de Literatura espanyola. Va ser la prmotora de la revista literària La Higiènica que creà un gran escàndol en la societat postfranquista de Lleida i que acabà essent segrestada per una mena d'escamot de la guàrdia civil que es personà a la Facultat del Roser. L'any següent, defugint el conservadorisme de les ciutats petites, marxà a Barcelona a estudiar el quart curs de Literatura Catalana. Un cop acabada la carrera, es va treure les oposicions en l'especialitat i exercí en diferents instituts de Tarragona, Girona i Barcelona fins a l'any 1999, que abandonà la docència. Malgrat el distanciament físic, i les morts dels seus familiars abans del canvi de segle, conserva lligams d'amistat a la seva ciutat, a on torna de tant en tant i que pobla molts dels seus versos. Cap al 1990 va publicar els seus primers reculls de poesia. Però no fou fins a l'any 1996, un cop separada del seu primer marit, que conjugà l'escriptura de la poesia amb la recitació pública, gràcies a l'amistat que féu amb Enric Casasses. Amb ell i d'altres poetes, com Pau Riba, Josep Pedrals o Gerard Horta i de la mà de Víctor Nick, que en fou l'impulsor, intervingué en una gira per ciutats i pobles catalans que durà una setmana. Aquest fou l'inici de la seva intervenció com a poeta i recitadora en la vida cultural catalana.
El 2016, quasi quaranta anys després del «cas» de La Higiènica, la història es va repetir. El febrer de 2016 va generar polèmica una lectura que Dolors Miquel va fer durant la cerimònia d'entrega dels Premis Ciutat de Barcelona, al Saló de Cent de l'Ajuntament. La lectura, del seu poema «Mare Nostra» –una relectura en clau feminista del parenostre, escrita deu anys abans al recull premiat Missa pagesa– va provocar grans ovacions al públic present a la sala. Però, Alberto Fernández Díaz, president del Partit Popular de l'Ajuntament, va abandonar l'acte en protesta per aquesta lectura, que considerava irreverent. El fet va generar una gran polèmica pública que omplia els informatius espanyols i catalans, i que fins i tot va arribar a mitjans sud-americans. Més tard va generar una altra polèmica en dir que havia estat obligada-induïda a recitar el poema «Mare nostra» i va culpar d'haver estat manipulada a aquells a qui havien llogat l'Ajuntament i l'alcaldessa Ada Colau per al muntatge de l'acte de l'entrega de premis, això és, a Magda Puyo i el seu marit. Més endavant digué que havia estat manipulada pel tinent d'alcalde que portava el cas i per la mateixa alcaldessa. La qual cosa va ser desmentida pels programadors de l'acte. Els germans Fernández Díaz i l'Associació Espanyola d'Advocats Cristians la van acusar conjuntament amb l'alcaldessa Ada Colau de «delicte contra els sentiments religiosos». L'escriptora va rebre molt de suport però també amenaces. El 2 de febrer 2017, l'Audiència de Barcelona va arxivar el cas entenent que els fets cabien en l'exercici de la llibertat d'expressió i no s'ha pogut confirmar la intenció de vexar sigui qui sigui.

## Obra
Inicis
Els primers poemes que coneixem de Dolors Miquel apareixen a la revista la Higiènica. Hi ha notícia d'un llibre perdut escrit l'any 1980 que es va presentar al Premi Miquel de Palol de Girona l'any 1981, i que va quedar finalista. Dolors Ollé, membre del jurat, tenia interès de publicar-lo, però la mateixa autora no sabem per què, no ho va voler tirar endavant. Els anys posteriors també guanyà un parell de premis menors. Un d'ells, amb un escrit titulat Boris, LLuna i Jo, que presentà amb el nom del seu primer marit, el qual anà a recollir-lo com si en fos l'autor. No fou fins a El vent i la Casa Tancada que guanyà el premi Premi Rosa Leveroni (1989) que publicà el seu primer llibre de poemes com a autora amb l'editorial Columna. Amb la mateixa editorial publicaria també un llibre de narrativa titulat Maruja Reyes sóc jo l'any 1992. El problema va venir quan Dolors Miquel escrigué un llibre de sonets de format molt neobarroc, llibre que mai ha vist la llum per decisió de l'autora, cosa que desagradà profundament l'editor de Columna i que portà Dolors Miquel a allunyar-se'n i a plantejar-se d'altres vies. En aquest sentit la coneixença de Flàvia Company i Enric Casasses foren fonamentals.
Etapa 1998-2011
L'etapa comença amb la publicació de El llibre dels Homes el 1998 de la mà de Xavier Folch, a la molt prestigiosa aleshores Editorial Empúries. Escrit en versos apariats de quatre síl·labes, tot combinant malhumor i sornegueria, el Llibre dels Homes té com a referent literari l'Espill o LLibre de les Dones de Jaume Roig del S. XV,. Planteja un retrat gris-fosc de l'època que va de la mort de Franco a l'arribada de la dreta aznariana, on s'arrela el desencant de tantes dones joves que formaren part de la revolució, per la Catalunya, la llibertat, l'amnistia, la democràcia, però també i sobretot pels seus companys mascles de lluita, que en les relacions privades no havien fet cap revolució i continuaven tractant-les com els seus pares a les seves mares. El llibre va tenir força èxit. Quan aquest llibre sortí a la llum, Dolors Miquel ja feia més d'un any que anava recitant -i molt- per tot Catalunya (i esporàdicament per les illes) en companyia d'Enric Casasses, Gerard Horta, Josep Pedrals, Eduard Escofet i també, paral·lelament amb Carles Hac Mor i Ester Xargay. Els dos grups que portaven la poesia arreu, en aquells moments.
Li segueix un llibret publicat el 1999 per Arola Edicions de la mà de Magí Sunyer, en col·laboració amb la fotògrafa, Vanessa Pey. El llibre titulat Transgredior, barreja tècniques d'escriptura teatral i poètica. La seva temàtica gira entorn de la crítica i anàlisi de l'estructura patriarcal de la parella, estructura basada en l'amor romàntic, una creació cultural del masclisme. El mateix any, Editorial Empúries que des del 1998 fou l'editorial de l'escriptora, treu a la llum Haikus del camioner, on la temàtica esdevé el viatge solitari de l'home per la vida, viatge pels extraradis de les ciutats, per carreteres nocturnes, per la tristesa i la soledat humanes, tot a través d'un llibre de haikus encadenats per la mà d'un camioner que fa camí per aquests mons de Déu cap al seu destí. El llibre duu dos epílegs, l'un d'Orlando Guillén i l'altre d'Enric Casasses. Es presentà a Barcelona juntament amb el llibre de Jordi Pope, al London bar de Barcelona, amb la presència d'en Xavier Folch. L'any 2019, el nord-americà Clyde Moneyhum tradueix el llibre al l'anglès amb el títol de Driver Truck Haikus.
L'any següent l'editorial gironina LLibres del Segle de l'activista Manuel Costa-Pau, ubicada a Gaüses, publica Gitana Roc (2000), amb dibuixos de Víctor Nick. El llibre serà presentat a la Llibreria 22 de Girona, de la mà de Ponç Puigdevall, el qual en dirà en un article publicat aquell mateix any al País: "L’autora agafa l’amor com a pretext per parlar del dolor en un món ple d’amenaces i pors. Però a pesar que el poema central de Gitana Roc, “El carrer de els transformacions”, té un propòsit netament narratiu, el que s'acaba imposant és el trasllat continu d’escenaris, la impossibilitat de donar una representació convencional del temps, la metamorfosi tenaç de les veus de les diverses seccions, modificant-se amb brillantor, tendresa i, sobretot, agilitat verbal."
A Gitana Roc la segueix el llibre Mos de Gat l'any 2002, llibre que, combinant formes mètriques convencionals i vers lliure, tracta sobre la passió amorosa, vista com un deliri, una exhacerbació mental, una bogeria transitòria, que pren l'humà com una droga i que l'humà busca com una droga. Aquest mateix any 2002, Dolors Miquel treu la revista La Verge Peluda, de la qual ja n'havia tret mig número l'any 1996, en una mena de plegable de cartró, fet amb col·laboració amb la tarragonina Anna Figueres. La revista, dirigida, creada, feta i pagada per la mateixa Miquel, és demanada per moltes llibreries de Catalunya i de les Illes. En ella, a més de donar textos poètics, hi ha la intenció explícita i evident de crear una visió crítica del món literari, sobretot en el fet que els entrevistats o els que parlen d'idees són dones i no homes, com succeïa a totes les revistes de l'època. Es dona poder a la veu femenina.
El 2003, aprofitant les habilitats apreses tot fent la revista, publica a l'editorial vigatana d'en Jaume Auladell Ambcapell, jugant amb els dos sentits de "sense cap personatge masculí" i "sense barret", fa una mena de collages que surten al llibre, on hi ha la primera publicació del poema d'arrel trobadoresca Escolteu, basat en un poema del trobador Marcabrú.
Dos anys més tard, el 2004, surten a la llum dos llibres. L'un escrit íntegrament en dialecte lleidatà i en quartetes heptasíl.làbiques, a mode d'una mena d'enciclopèdia del saber popular, que recull el pensament lleidatà d'una època ja passada, l'època dels que ja han mort, i ho recull fent un us hilarant de la ironia i de l'humor. Es tracta de Ver7s de la Terra, amb portada de Perejaume. L'altre llibre el publica novament Empúries. Es fa dir Aioç, paraula que prové de la crònica de Jaume I, i com diu A. M. Espadaler " del vocabulari dels mariners i no només es troba en català: es troba també en gallec.(...) Aioç vol dir Déu: és una paraula grega... Però, compte!, el nom de Déu convertit en renec. I del renec, en la mediterrània, convertit en paraula d’esforç en el moment de llevar àncores o de tirar del cordatge d’una nau.". Al llibre, que torna a combinar mètrica formal o popular amb vers lliure, se li concedeix l'any 2005 el Premi Ciutat de Barcelona de poesia.
L'any 2006 surt Missa Pagesa, aquesta vegada gràcies al Premi Gabriel Ferrater de Sant Cugat del Vallès. El llibre segueix l'estructura d'una missa catòlica. D'ell en diu enric Casasses: "La gran novetat poètica de la temporada, o de les darreres temporades, és la “Missa pagesa” de Dolors Miquel, altrament dita ‘Alcormicap Alcapnó, comtessa de Balàfia, baroneta amnèsica de la soga de la Pastilla i marmessora del quadrat del tros', que ens ve com una mica de canya i d’aliment entre la inòpia del no-res dominant. Això no és poesia de confessionari pseudopsicològic de turistes convulsius, aquí la cosa va de veritat i val per tots. Els rampells i les harmonies de la bellesa i de la lletjor d’avui conjugades, gràcies a la seva brillant imaginació, en una superior harmonia artística rampelluda i fins ‘massa humana’. el Teatre Kaddish, dirigit per Xavier Giménez Casas en va fer diferents representacions teatrals, cap als anys 2012 i 2013. El poeta mexicà Orlando Guillén la traduirà al castellà amb el nom de Misa Payesa, l'any 2016. Clyde Moneyhun l'ha traduïda a l'anglès.
El 2007, surt una plaquette, El Soc, a LLeida de la mà de Carles Sanuy. El soc, de fet és un poema-contestació que Miquel escrigué a un poema que li havia enviat en Josep Pedrals.
El 2009 l'editorial lleidatana pagès torna a publicar un llibre de l'autora. En aquest cas El Musot. Es tracta d'un recull de sonets, alguns canònics, d'altres que innoven l'estructura 4+6, comptant les paraules esdrúixoles fins a l'accent com a de 4 síl.labes. A més el llibre incorpora paraules en desús, inserint-les en contextos que revelen només pel contacte amb d'altres paraules la seva vella significació. També és un llibre fet amb la intenció que no pugui ser traduït a cap llengua. Pel que fa a la temàtica, tracta de tipus socials o mites patriarcals, llegits al revés i, per tant, destruïts, com el mite de don Joan o de Dràcula.
L'any 2010 surten dos llibres. tots dos editats per Jordi Cornudella, que ja s'havia fet càrrec de l'obra des de la Missa pagesa. L'un, una antologia de poesia medieval actualitzada al català modern, amb més de 200 poemes de diferent temàtica, titulat Cap Home és visible, frase treta de Ramon LLull, L'altre, La Dona que mirava la Tele, un poema riu que en paraules de Perejaume parla de "la gran ferida que tots plegats vivim, sobre aquesta inconfortable realitat que administrem i ens administra amb tants de residus i tan democratitzats residus que s'estan fent extensius cap a la cosa essencial i fins cap a la cosa sagrada, i ja no sabem que hem de llançar ni que hem de guardar ni en quina bossa ho hem de fer.". Tots dos llibres duen a la portada dos excel·lents dibuixos de Perejaume. La dona, fou presentada en una performance al Centre d'Art Santa Mònica. Formalment el poema busca la cadència de la llengua parlada.
El 2011 rep el premi Alfons el Magnànim de València per La flor invisible, que publicarà editorial Bromera. La primera part d'aquest llibre marca, pel to i la manera poètica, un retorn a la manera de certs poemes que ja s'havien insinuat a Mos de Gat i al desconegut Boris, LLuna i jo.
Etapa 2016-2021
L'any 2016 rep el premi Ausiàs March de Gandia per l'obra El Guant de Plàstic Rosa, traduït a l'espanyol per la poeta Miriam Reyes (2018) i a l'anglès, de propera publicació, pel britànic Peter Busch. El guant fou descrit com "un libre d’una enorme potència imaginativa i expressiva, escrit treballosament a còpia d’anys. A partir d’una imatge insòlita —el cadàver d’un home podrint-se a l’aigüera— s'hi descabdella una reflexió lírica sobre la vivència de la mort." Certament el llibre reflexiona entorn de la mort, dels costums funeraris, de les matances d'animals i del cadàver romàntic, del cos i de l'anima. En una aproximació a una metafísica entorn de la mort.
Dos anys més tard, l'any 2018),fent un parèntesi en el treball dels seu penúltim llibre de poesia, es decideix a fer un recull de poemes que havia recitat a bastament dalt dels escenaris, alguns dels quals havien estat molt populars. Ho fa per a l'editorial Fonoll. El titula Heavy Mikel en una mena de guerxina foteta cap a aquelles persones que han volgut només veure la part "escandalosa de la seva obra". I aminorar-la pel seu ús de l'humor o de paraules vulgars i prohibides. Heavy Mikel conté també alguns collages fets per ella mateixa.
Ictiosaure surt l'any 2019. Com diu Xavier Aliaga en l'article Colpejar les roses, glaçar el cor, flairar els ossos, el poemari és "construït sobre tres itineraris, “Roses”, “Cor” i “Ossos”, es tracta d’un poemari poderós, fruit d’un procés d’escriptura que s'endevina llarg i dolorós. Que, tot just per això, interpel·la (i de quina manera) el lector. " O com diu Pol Guasch: "l’ictiosaure, fossilitzat en una pedra mil·lenària, fa bategar el temps passat —allò mític: “una casa antiga, “la flor fetitxe de la meva mare” o “una dona jove de tres-cents anys”— en el temps present, el de l'escriptura.
L'últim llibre que tanca la seva història poètica és una Antologia que li encarrega l'editorial Pagès de LLeida i que l'autora crea en plena pandèmia. No es tracta d'una antologia a l'ús, sinó d'una refeta dels poemes revisitada a través de les temàtiques que creuen tota l'obra i que formen els 9 apartats del llibre. Tot i que també s'hi poden trobar poemes nous. I una secció dedicada per primera vegada al tema de la bogeria. L'antologia està il·lustrada amb uns preciosos sols de Perejaume. Posseeix així mateix un pròleg d'Ìngrid Guardiola i un epíleg d' Àngels Moreno. Sutura pretén donar una visió extensa del pensament de l'autora. Les nocions de deu o arxé, principi, hi son presents. Hi ha un món que es desmorona, una agonia moderna, un canvi que es preveu llarg. El nom sutura, expressa en ell mateix, el lloc de màxima tensió de la ferida.

## Publicacions

### Poesia
- El vent i la casa tancada (1990)
- Llibre dels homes (1998)
- Transgredior (1999), amb fotografies de Vanessa Pey[2]
- Haikús del camioner (1999)
- Gitana Roc (2000)
- Mos de gat (2002)
- Amb capell (2003)
- Ver7s de la terra (2004)
- AIOÇ (2004)
- Missa pagesa (2006), edició bilingüe Misa Payesa, traduït per Orlando Guillen.
- El Soc (2007)
- Musot (2009)
- La dona que mirava la tele (2010)
- La flor invisible (2011)
- El guant de plàstic rosa (2016),[9] edició bilingüe El guante de plástico rosa, traduït per Míriam Reyes (2018)
- Heavy Mikel (2018) edició anglesa Truck Driver Haikus, traducció de Clyde Moneyhum
- Ictiosaure (2019)
- Sutura (2021)

### Narrativa
- Maruja Reyes sóc jo (1992)[10]

### Teatre
- Pallarina, poeta i puta (2012). No publicada. Representada al Festival de Teatre Grec de Barcelona.

### Altres
- Cap home és visible (2010), poesia catalana medieval[2]
- Noms de fum (2019), Godall Edicions. Traducció al català i pròleg de l'obra Nomes de fume de la poeta gallega Míriam Ferradáns. Ed. bilingüe galego- català.

### Revistes
- La Verge Peluda (2002) Un número i mig.
- Va col·laborar en la creació de la polèmica revista universitària lleidatana La Higiènica (1980)[11]

## Premis literaris
- 1989 Premi Rosa Leveroni de poesia, per El vent i la casa tancada[2]
- 2002 Rosa d'Or de la Pau de Poesia Popular (Glosat) dels Premis Castellitx, per Ver7s de la terra[12]
- 2005 Premi Ciutat de Barcelona de poesia, per AIOÇ[2]
- 2006 Premi de poesia Sant Cugat a la memòria de Gabriel Ferrater, per Missa pagesa[2]
- 2011 Premi Alfons el Magnànim València de Poesia, per La flor invisible[2]
- 2016 Premi Ausiàs March de Poesia,[13] per El guant de plàstic rosa
- 2020 Premi Crítica Serra d'Or de poesia i Premi de la Crítica de poesia catalana, per Ictiosaure